# Cellitinnenkloster Klein St. Ursula
Das Cellitinnenkloster Klein St. Ursula gehört zu den historischen Klöstern der Stadt Köln. Die Ordensschwestern, welche es bewohnten, gehörten zur Ordensfamilie der Cellitinnen und widmeten sich der Krankenpflege.

## Geschichte

### Beginenhaus Marzellenstraße
Die Begine Odelindis von Piritz kaufte am 23. März 1291 von Theoderich de Snele die Hälfte eines Hauses in der Marzellenstraße, welches zur Errichtung eines Konventes von 12 armen Beginen dienen sollte. 1349 wurde das Haus, welches durch weitere Käufe und Schenkungen mit der Zeit auch auf die Nachbarhäuser ausgeweitet wurde, „Konvent zo der Eynungen“ genannt. Die geistliche Aufsicht über das zur Pfarrei St. Maria Ablaß gehörige Kloster führte seit der Gründung der Prior des Dominikanerklosters aus. Da sie, wie viele andere Beginenkonvente auch, unter einer gewissen Verfolgung vonseiten der Kirche und des Volkes zu leiden hatten, baten sie den Offizial der Diözese Köln, Johannes de Cervo, um eine Visitation, in deren Folge er ihnen 1383 ein Zeugnis über ihren guten Lebenswandel ausstellte. Im 14. Jahrhundert errichtete die Gemeinschaft eine eigene Kapelle, welcher am 24. Februar 1379 das Privileg zuteilwurde, auch in Zeiten eines Interdiktes weiterhin Gottesdienst halten und Sakramente spenden zu dürfen. Die Kapelle war der heiligen Ursula geweiht. Wie die meisten anderen Beginen- und Begardenkonvente, war auch dieser in der Anfangszeit seines Bestehens vielen Repressalien ausgesetzt, so dass am 20. Oktober 1383 der „ordentliche Lebenswandel“, durch den Offizial Johannes de Cervo, in einer Urkunde festgestellt wurde. Da der Konvent, welcher im Jahre 1452 bereits 23 Mitglieder zählte, noch keine feste Regel angenommen hatte, wurde er in äußeren und inneren Angelegenheiten durch einen Superior vertreten. Dieses Amt wurde durch den Pfarrer der Gemeinde und die Dominikaner verwaltet. Die Beginen drängten nun immer mehr zur Annahme der Regel des heiligen Augustinus, was dann im Jahre 1487 geschah, und vollzogen somit die Umwandlung ihres Konventes in ein Cellitinnenkloster.

### Übertritt zu den Kreuzherren
Am 21. August 1488 traten die Schwestern der Bruderschaft der Kreuzherren bei. Die Feier wurde durch den Generaloberen der Gemeinschaft selbst vollzogen. Vier Jahre später, am 17. Juli 1492, erschien der Generalvisitator des Ordens der Cellbrüder und Cellschwestern und machte der Mutter die Mitteilung, dass er, Bruder Vrancken van Limburch, gekommen sei, um die Klöster des Ordens, kraft apostolischer Privilegien, zu visitieren. Hierbei verkündete er ihnen, dass sie dem höchsten Oberen des Ordens wenigstens einmal im Jahr ihre Unterwürfigkeit und Ehrfurcht durch eine Gabe, wie klein sie auch sein möge, zum Ausdruck bringen sollten.
1730 erhielt die ungefähr 38 Fuß lange und 17 Fuß breite Kapelle einen Glockenturm, und am 10. Mai des Jahres wurde die dazugehörige Glocke geweiht. Die Kapelle lag abgerückt von der Marzellenstraße und war von einem Innenhof über eine Vorhalle zu erreichen. Die Schwestern pflegten die Kranken in ihren Häusern und legten außer den üblichen drei Gelübden noch ein weiteres ab, nämlich Frieden und Eintracht unter den Menschen zu fördern. In Einzelfällen konnte der Visitator oder Provinzial jedoch dispensieren. So kam es z. B. vor, dass einige Schwestern über Geldbeträge verfügen konnten, von bestimmten Arbeitslasten befreit waren und noch einiges mehr. Falls diese Vergünstigungen vonseiten des Klosters nicht eingehalten wurden, konnte die Schwester in ein anderes Cellitinnenkloster übertreten und der Konvent musste die Mitgift ohne Abzüge auszahlen. Am 8. Juli 1744 schlossen die Mutter des Klosters und der Prior des Dominikanerkonventes einen Vertrag, welcher die Dominikaner dazu verpflichtete, das ganze Jahr hindurch morgens um 7.00 Uhr den Schwestern die Messe zu lesen.

### Niedergang und Auflösung
Im Ersten Koalitionskrieg wurde Köln am 6. Oktober 1794 von französischen Truppen unter dem Kommando von Jean-Baptiste Jourdan besetzt. Das Kloster verlor seinen Zehntanspruch auf Delhoven in Höhe von jährlich 3.600 Francs, wurde aber nicht säkularisiert. Von der allgemeinen Aufhebung der Orden waren sie ausgenommen, da sie zu den Orden zählten, die sich „als einzigem Zweck dem öffentlichen Unterricht und der Krankenbetreuuung“ widmeten. Doch fiel die Zahl der Schwestern rapide, von zehn im Jahre 1800, auf sechs im Jahre 1802. Das Kloster wurde der Commission de hospices (Hospitienkommission) unterstellt, die im Département de la Roer mit der Aufsicht über die Krankenhäuser, Wohlfahrtseinrichtungen und Klöster betraut war. Aus einer Akte der Hospitienkommission geht hervor, dass 1807 die Mehrzahl der Schwestern, gegen den Wunsch der Kommission, weltliche Kleidung trug. Am 17. August 1811 traten die letzten beiden Novizinnen in das Kloster ein. An diesem Tag schlossen sie mit der Oberin des Klosters einen Vertrag über die Aufnahmebedingungen und einen eventuellen Austritt aus dem Kloster. Auch wenn es am 20. Dezember 1817 noch einmal zu einer Gelübdeablegung kam, so bestand die Gemeinschaft 1826 doch nur noch aus zwei Schwestern, die ein Jahreseinkommen von 425 Talern erwirtschafteten.
Nachdem die Armenverwaltung dem Erzbischof die Versetzung der beiden Schwestern vorschlug, ordnete dieser eine Visitation des Klosters an. Domvikar Dilschneider, welcher mit der Visitation beauftragt wurde, bestätigte dem Erzbischof, dass ein geregeltes Klosterleben in diesem Haus nicht mehr möglich sei. Hierauf gab Erzbischof Ferdinand August von Spiegel am 18. Januar 1827 die Genehmigung zur Versetzung der Schwestern und hob das Kloster damit auf. Der Oberin wurde eine Jahresrente von 25 Talern zugebilligt. Während die Oberin in das Elisabethkloster in der Antongasse übertrat, wechselte die zweite Schwester „Zur Zelle“ über.
Das Klostergebäude selbst, es maß 90 Fuß Länge und 60 Fuß Breite, war zwei Stockwerke hoch, wovon das untere eine Deckenhöhe von 11 und das obere von 8½ Fuß Höhe hatte, wurde verkauft und 1859 abgerissen. Mit dem Kloster wurde auch die im Garten gelegene 38 Fuß tiefe und 17 Fuß breite Kapelle veräußert.